# Gleitabrollbehälter
Als Gleitabrollbehälter (kurz GAB, auch Abrollmulde) bezeichnet man in der Entsorgungswirtschaft einen Abrollbehälter, in dem Abfall, aber auch anderes Schüttgut, geladen und von einem Wechselladerfahrzeug aufgenommen, transportiert und abgesetzt werden kann.

## Ausführungen
Gleitabrollbehälter unterscheiden sich unter anderem in ihren Abmessungen. Häufig sind sie ungefähr 2,30 m breit und bis zu 7,40 m lang. Größere Unterschiede gibt es in der Höhe. In der Praxis findet man Behälter von ca. 0,6 m bis 2,10 m Höhe. Es gibt sowohl solche mit abschließbarem Deckel als auch oben offene Ausführungen.

## Technik

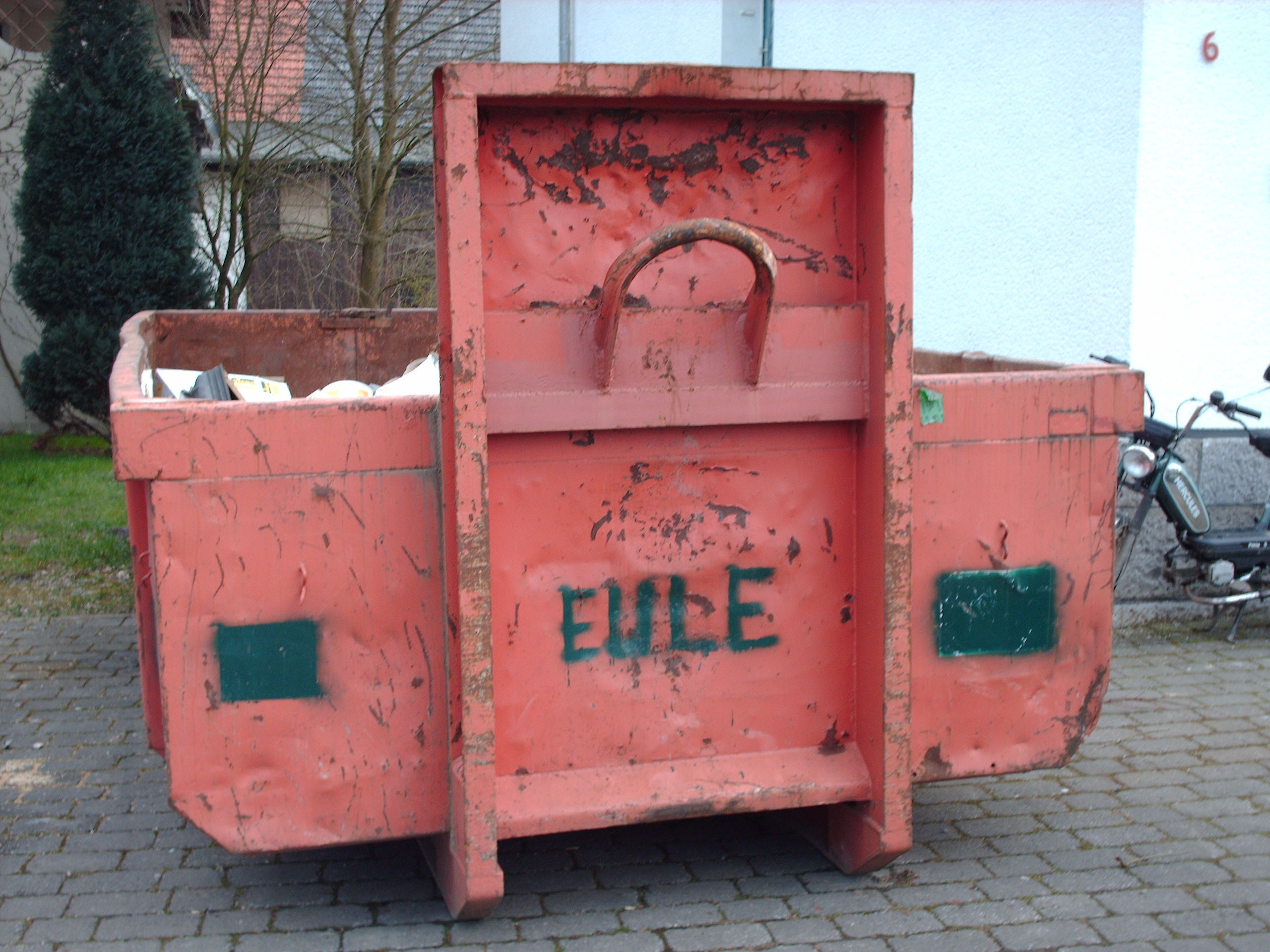
Frontansicht eines Gleitabrollbehälters mit Öse zur Aufnahme auf den LKW

Gleitabrollbehälter sind nach der DIN 30722 als Transportmulden definiert, deren lichte Behälterlänge zwischen 4 m und 7 m und deren Gesamtlänge zwischen 4,4 m und 7,4 m beträgt. Allen Bauarten gemein ist die an der Vorderseite des Behälters befindliche Öse die der Aufnahme des Behälters durch einen Lastkraftwagen dient, welcher mit einem Hakenlift ausgestattet ist. Das maximal zulässige Gesamtgewicht des gefüllten Behälters beträgt 15 t. Zum Be- bzw. Entladen dient eine an der Rückseite befindliche, meist zweiflügelig öffnende Tür.

## Verwendung
Neben dem Transport von Abfällen werden Gleitabrollbehälter auch zum Transport von Wertstoffen wie Folien und Papier, aber auch Altmetallen oder Grünabfällen verwendet. Für Abfallarten hoher Schüttdichte, wie beispielsweise Bauschutt, eignen sie sich nur begrenzt, da das zulässige Gesamtgewicht angesichts des großen Ladevolumens überschritten werden würde.
Vom Stahlwerk Marienhütte in Graz werden etwa 2 m hohe Gleitabrollbehälter für Schlacke verwendet.